# 波合村
波合村（なみあいむら）は長野県下伊那郡にあった村。
現在の平谷村および阿智村大字浪合にあたる。2006年まで存在した浪合村とは別の自治体である。

## 地理
- 山：松沢山、三階峰、鯉子山、大川入山、横岳、蛇峠山、長根山、神沢山、長者峰、桐山、千本立、東方子、才ノ神、十六方、源四山
- 河川：和知野川、大川入川、治部坂川、恩田川、平谷川

## 歴史
- 1875年（明治8年）7月29日 - 筑摩県伊那郡浪合村・平谷村が合併して平波村となる。
- 1876年（明治9年）8月21日 - 平波村が長野県の所属となる。
- 1879年（明治12年）1月4日 - 郡区町村編制法の施行により、平波村が下伊那郡の所属となる。
- 1884年（明治17年）2月9日 - 平波村が分割して波合村・平谷村となる。
- 1889年（明治22年）4月1日 - 町村制の施行により、波合村・平谷村の区域をもって波合村が発足。
- 1934年（昭和9年）4月1日 - 分割され、大字浪合の区域をもって浪合村、大字平谷の区域をもって平谷村がそれぞれ発足。同日波合村廃止。
- 2006年（平成18年）1月1日 - 浪合村が阿智村に編入。